# Wenceslao Ramírez de Villaurrutia

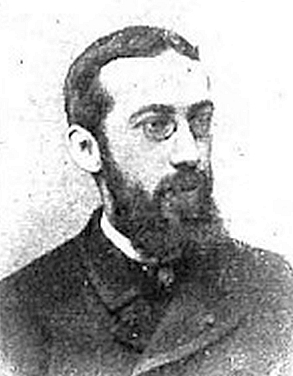
Wenceslao Ramírez de Villaurrutia.

Wenceslao Ramírez de Villaurrutia, född den 17 februari 1850 i Havanna, död 1933, var en spansk markis och diplomat.
Ramírez de Villaurrutia deltog i fredsförhandlingarna mellan Förenta staterna och Spanien 1898 och var delegerad vid Haagkonferenserna 1899 och 1907. Han var utrikesminister 27 januari–23 juni 1905 samt ambassadör i Storbritannien 1906–1913, i Frankrike 1913–1914 och i Italien 1916–1923. Ramírez de Villaurrutia, som var senator, ägnade sig även åt historiskt författarskap.